# Tomasi Maka
Thomas Maka (Australia, 21 de octubre de 2002), más conocido como Tomasi Maka, es un jugador profesional australiano de rugby que se desempeña en la posición de hooker en Moana Pasifika, equipo perteneciente a la liga Súper Rugby.

## Carrera
En 2021, Maka se unió al equipo Gordon Rugby (2021-2023), posteriormente pasó a Moana Pasifika, disputando su primera temporada en la Súper Rugby.